# Ernest Basil Verney
Ernest Basil Verney (* 22. August 1894 in Cardiff; † 19. August 1967 in Cambridge) war ein britischer Pharmakologe und Physiologe. Er wirkte zwischen 1926 und 1964 als Professor am University College London, an der University of Cambridge sowie an der University of Melbourne, und beschäftigte sich insbesondere mit der Funktion der Niere. In Anerkennung seiner Forschungsleistungen wurde er unter anderem 1936 in die Royal Society aufgenommen und 1967 mit der Schmiedeberg-Plakette geehrt.

## Leben
Ernest Basil Verney wurde 1894 in Cardiff geboren und absolvierte an der University of Cambridge zunächst ein naturwissenschaftliches Studium, bevor er nach einer entsprechenden klinischen Weiterbildung am St Bartholomew’s Hospital in London im Jahr 1918 die Zulassung als Arzt erlangte. Nach anschließendem Militärdienst in der British Army bis Oktober 1919 war er zunächst am St Bartholomew’s Hospital und am East London Hospital for Children tätig. Im Sommer 1921 wechselte er dann an das Institut für Physiologie der University of London, wo er als Assistent bei Ernest Starling wirkte.
Ab 1924 war er Assistent am Londoner University College Hospital. Zwei Jahre später übernahm er eine Professur für Pharmakologie am University College London. Zehn Jahre später ging er an die University of Cambridge, an der er zunächst eine Anstellung als Reader erhielt und ab 1946 der erste Inhaber der Sheild-Professur für Pharmakologie war. Er wurde 1961 in Cambridge emeritiert und war anschließend von 1961 bis 1964 als Professor für Physiologie an der University of Melbourne tätig, an der er zuvor bereits 1957 als Gastprofessor fungiert hatte.
Ernest Basil Verney war ab 1923 verheiratet sowie Vater von zwei Söhnen und einer Tochter. Er starb 1967 in Cambridge.

## Wissenschaftliches Wirken
Ernest Basil Verney widmete sich während seiner gesamten Laufbahn vor allem der Erforschung der Nierenfunktion, insbesondere der Steuerung des Wasserhaushalts des Körpers und den Mechanismen des nierenbedingten Bluthochdrucks. Gemeinsam mit Ernest Starling konnte er dabei unter anderem die antidiuretischen Effekte des Hormons Vasopressin auf die Niere nachweisen. Darüber hinaus beschäftigte er sich zum Beginn seiner Karriere auch mit den Reflexen des Herz-Kreislaufsystems. Zu den Pharmakologen, die zeitweise bei ihm tätig waren, zählten unter anderem Franz Theodor von Brücke, Heribert Konzett und Marthe Louise Vogt.

## Auszeichnungen
Ernest Basil Verney wurde 1936 in die Royal Society aufgenommen und hielt 1947 deren Croonian Lecture. Im Jahr 1957 erhielt er die Baly-Medaille des Royal College of Physicians. Darüber hinaus wurde er 1967 zum Ehrenmitglied der Britischen Physiologischen Gesellschaft ernannt und mit der Schmiedeberg-Plakette der Deutschen Pharmakologischen Gesellschaft ausgezeichnet.